# 巴塞隆拿地鐵8號線
巴塞羅那地鐵8號線是巴塞羅那地鐵的線路之一，線路代表色為粉色。巴塞羅那地鐵8號線的前身是一條在地上的鐵路路線，在1985年至1987年期間，該鐵路線的部分路段開始移動至地下。現在8號線全長12公里，共設有11個車站。

## 外部連結
- Line 8 at Trenscat.com （页面存档备份，存于）
- Line 8 at TransporteBCN.es （页面存档备份，存于）

41°22′30″N 2°08′57″E / 41.375°N 2.14916°E